# Камбохори (дем Софадес)
Вижте пояснителната страница за други значения на Камбохори.
 Тази статия е за тесалийското село.  За епирското вижте Грибово.  
Камбохори или Грибово до 1927 г. е едно от най-големите и исторически села в тесалийската равнина.
Грибово е споменато за първи път в османски опис от 1454 – 1455 г. После селото фигурира в кодекс на манастира Големия Метеор от 1592 – 1593 година с 34 поклоници ктитори. През XVII век Грибово е сред най-големите османски данъкоплатци от Османска Тесалия и фигурира във всички османски данъчни регистри. През 1663 г. селото има 26 къщи, а през 1676 г. – 33 къщи. 
До 1881 г. Грибово е чифлик на Хакъ бей, Хасан бей и майка им Атидже ханъм.
На 30 април 1954 г. в 15 часа селото е сринато от земетресение с магнитут 6,7 – 7 по скалата на Рихтер и епицентър на около 6 км от центъра на селото.